# Jan Frank Niemantsverdriet

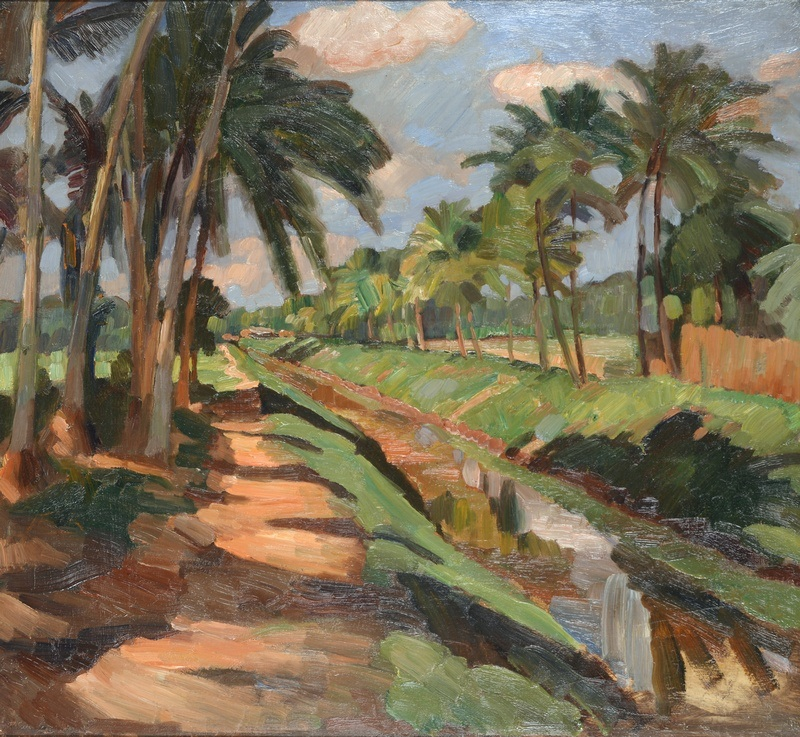
Indonesische Landschaft

Jan Frank Niemantsverdriet (auch Jan Frank, * 12. November 1885 in Kalimaro (West-Jawa); † 29. August 1945 in Batavia) war ein meist in Niederländisch-Indien tätiger niederländischer Maler, Zeichner, Radierer und Holzschneider.
Die Familie Niemantsverdriet war in Niederländisch-Indien seit dem Ende des 18. Jahrhunderts ansässig. Jan Frank Niemantsverdriet wurde als Sohn eines Niederländers und einer Javanerin geboren.
Er kam 1907 nach Amsterdam, von 1908 bis 1910 studierte er an der Koninklijke Academie van Beeldende Kunsten in Den Haag bei Andries van den Berg (1852–1944), Frits Jansen (1856–1928) und Johan Joseph Aarts. 1921 kehrte er nach Niederländisch-Indien zurück und ließ sich in Batavia nieder. Er heiratete Carolina Marie Peltzer. Er signierte seine Werke mit „Jan Frank“ oder „J.F.N.“
Er malte Landschaften, Genrebilder, Stillleben und auch Porträts, u. a. offizielle Porträts der Gouverneure Bonifacius Cornelis de Jonge und Dirk Fock.
In Batavia erteilte er privat Malunterricht. 1939 wurde er zum Kurator der Nationalen Kunstsammlung ernannt.